# Sätraån

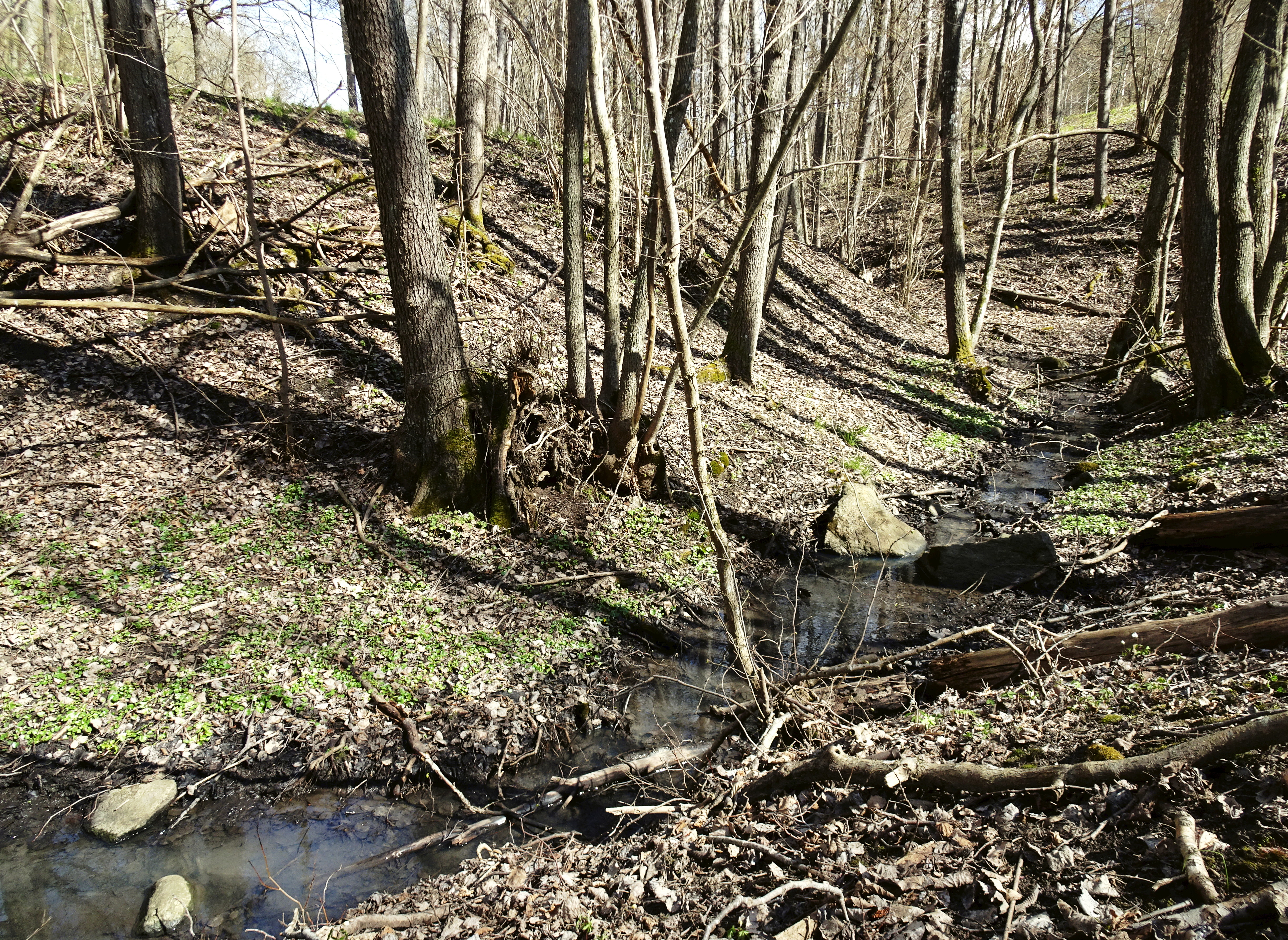
Sätraåns bäckravin.

Sätraån är ett drygt 1 000 meter långt vattendrag i stadsdelen Sätra i sydvästra Stockholm. Sätraån följer parallellt med Alsätravägen och rinner genom en djup bäckravin med al- och blandlövsträd som numera är ett parkstråk. Landskapet norr om ån har med slåtterängar och Sätraberget fortfarande kvar sin ursprungliga karaktär. Ån börjar inom Borgmästare Skyttes park och har sitt utlopp till Mälaren vid Sätrabadet.

## Beskrivning

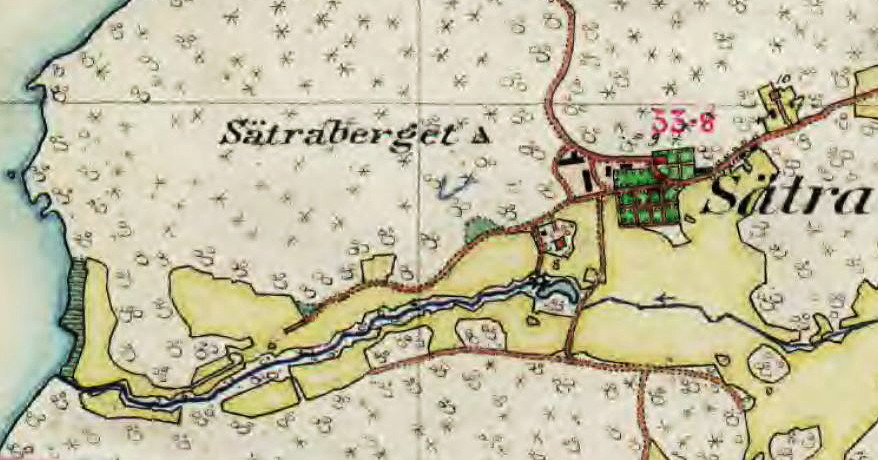
Sätraån omkring år 1900.

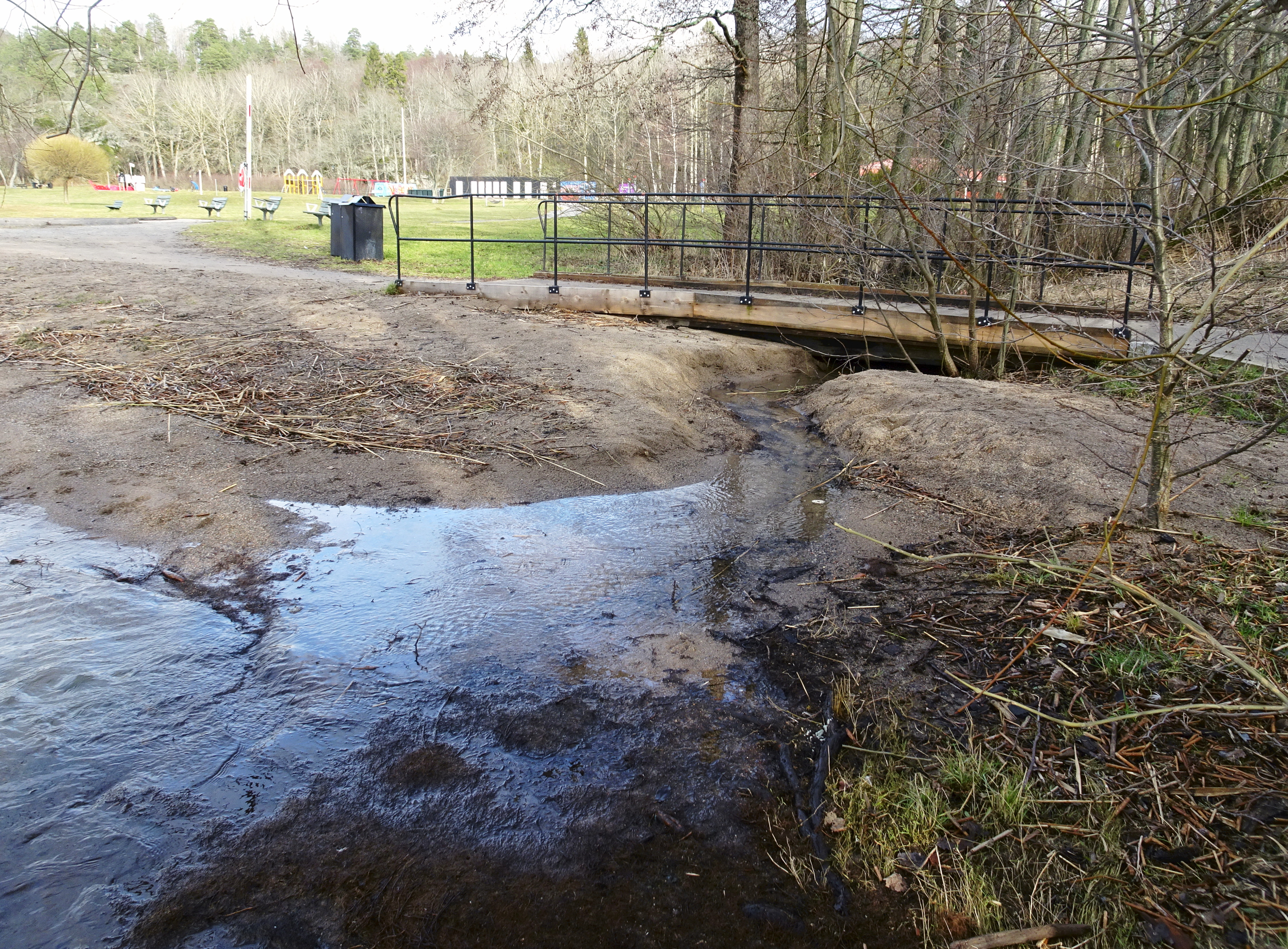
Sätraåns utlopp i Mälaren.

Sätraån fick ursprungligen sitt vatten från en stor del av sydvästra Stockholm, då var den cirka 6 km lång. Åns vattenkraft nyttjades även av Sätra gårds kvarn som hörde till Sätra gård. Kvarnbyggnaden fanns kvar till början av 1960-talet.
Genom exploatering för Sätras bostadsproduktion på 1960- och 70-talen förlorade ån mycket av sin naturliga tillrinning. Idag är vattenflödet litet, medelvattenföringen vid utloppet är ungefär 1,4 l/s, fallhöjden är 21 meter per 1000 meter och tillrinningsområdet är på 18 ha.
Tidigare var Sätraån torrlagd under större delen av året. För att öka vattenflödet anlades en uppsamlingsdamm i den tidigare kvarndammen och man tillsätter dricksvatten vid behov, men utflödet från dammen är fortfarande litet under större delen av året. År 2006 inrättades Sätraskogens naturreservat, som inrymmer de två vattendragen Sätraån och Skärholmsbäcken. Inget av vattendragen har något livsdugligt fiskbestånd.